# 1. deild (mannen)
De 1. deild is sinds 2004 de benaming voor de tweede divisie in het mannenvoetbal op de Faeröer die door de Voetbalbond van de Faeröer (FSF) wordt georganiseerd.
Van 1976-2004 was de 1. deild de hoogste competitie op de Faeröer, in deze periode heette de tweede divisie 2. deild. Van 1942 tot 1975 heette de divisie Meðaldeildin (middendivisie). Vanaf 1988 telt de competitie tien teams. De hoogste competitie op de eilandengroep heet inmiddels Meistaradeildin.
Uit deze competitie promoveren twee teams naar de hoogste divisie en degraderen er ook twee teams naar de 2. deild. In deze competitie kunnen ook tweede elftallen van verenigingen spelen. Indien een van deze teams kampioen of tweede worden, kunnen deze niet promoveren en blijven in de tweede divisie spelen. Wanneer een eerste elftal degradeert uit de eerste divisie, zal dien ten gevolge het tweede team (eventueel) ook een divisie lager moeten spelen. Pas in de 3. deild kunnen meerdere teams van één vereniging op hetzelfde niveau spelen.

## Kampioenen
Albanië · 
Andorra · 
Armenië · 
Azerbeidzjan · 
België (tot 2016 / vanaf 2016) ·
Bhutan ·
Bosnië-Herzegovina (BiH) · 
Bosnië-Herzegovina (RS) · 
Bulgarije · 
Curaçao · 
Cyprus · 
Denemarken · 
Duitsland · 
Engeland · 
Estland · 
Faeröer · 
Finland · 
Frankrijk · 
Georgië · 
Gibraltar · 
Griekenland · 
Hongarije · 
Ierland · 
IJsland · 
Israël · 
Italië · 
Kazachstan · 
Kosovo · 
Kroatië · 
Letland · 
Litouwen · 
Luxemburg · 
Malta · 
Moldavië · 
Montenegro · 
Nederland · 
Noord-Ierland · 
Noord-Macedonië · 
Noorwegen · 
Oekraïne · 
Oostenrijk · 
Polen · 
Portugal · 
Roemenië · 
Rusland · 
Schotland · 
Servië · 
Servië en Montenegro (FR Joegoslavië) ·
Slovenië · 
Slowakije · 
Sovjet-Unie · 
Spanje · 
Tsjechië · 
Tsjecho-Slowakije ·
Turkije · 
Turkse Republiek Noord-Cyprus · 
Wales (Noord) · 
Wales (Zuid) · 
Wit-Rusland · 
Zweden · 
Zwitserland